# Gilbert Bender

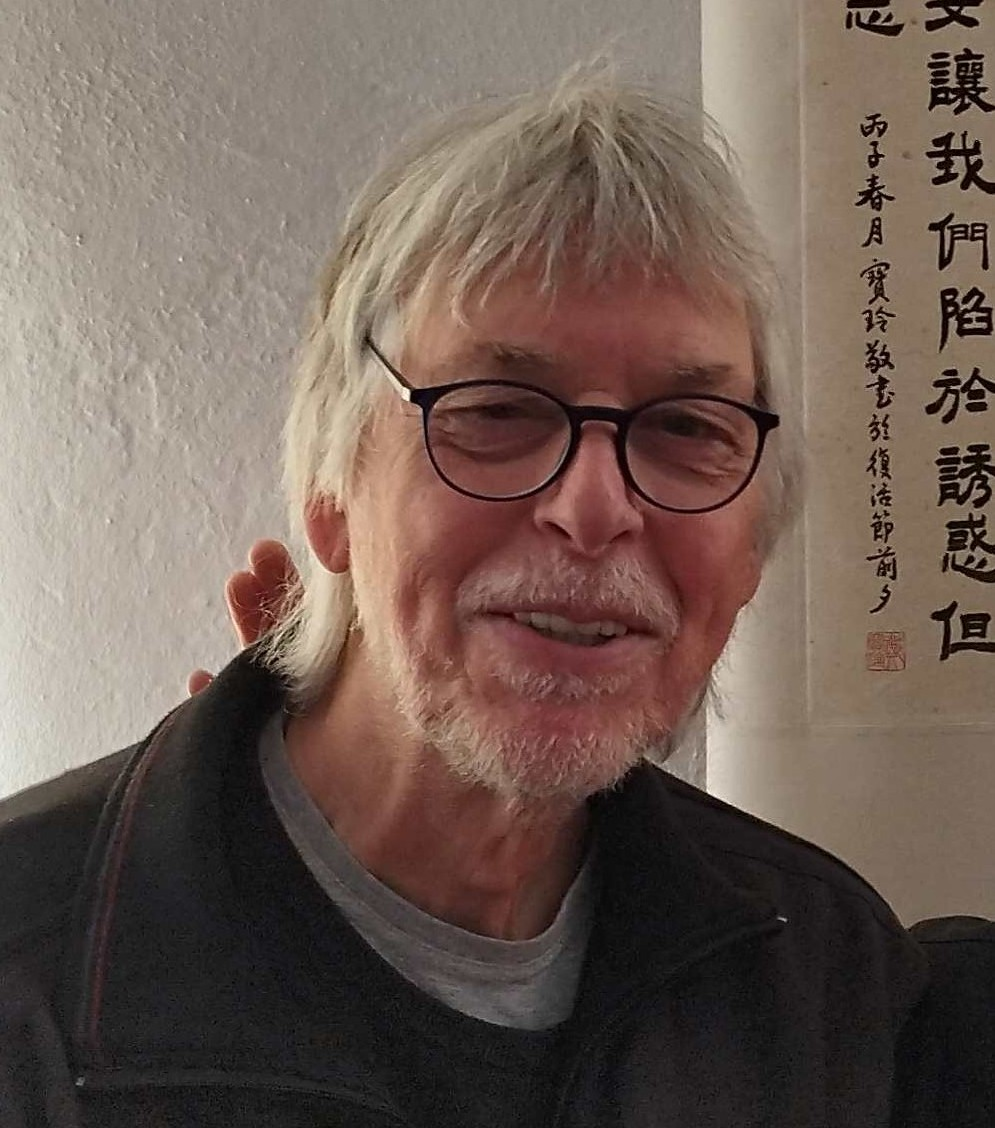
Gilbert Bender

Gilbert Bender (* 1952 in Bielefeld) ist ein deutscher Künstler, Radiästhet und ZEN-Lehrer der Sanbôzen-Linie (Kamakura/Japan).

## Leben
Nach seiner Ausbildung zum Werbekaufmann studierte Bender von 1974 bis 1978 Freie Graphik bei Karl-Heinz Meyer an der Fachhochschule Bielefeld. Nach Abschluss seines Studiums arbeitete er zunächst als freier Illustrator in Köln, dann als Werbekaufmann, bevor er 1981 freischaffender Künstler wurde.
Er bezieht sich mit seinen meist großformatigen Bildern, Objekten und Installationen auf das Lebensfeld Mensch–Umwelt.
Neben intensiver Zusammenarbeit mit dem Maler Hannes Pohle, Darmstadt, und der Figurentheater-Leiterin Dagmar Selje ist Ziel seiner Kunst, das feinstoffliche Geschehen zwischen der Kunst, der Zeit, dem Ort für die Betrachtenden zum ganzheitlichen Erlebnis werden zu lassen.
Seit 1986 beschäftigt sich Bender mit der Radiästhesie in Zusammenarbeit mit Harald Walther und Reginald Kress. Sein besonderes Interesse gilt dabei dem Zusammenspiel von Kunst und Radiästhesie.

### Themenschwerpunkte
Gilbert Bender widmet sich seit 1981 ausschließlich der künstlerischen Arbeit.
Von seinem intensiven Interesse für Tanztheater, Pantomime und das Figurentheater zeugen unter anderem zahlreichen Studien des Pantomimen Milan Sladek, Tanz und Figurenskizzen sowie Bühnenbilder und Großfiguren für die Bielefelder Puppenspiele.
Mit Dagmar Selje entsteht 1985 das erste Szenenprogramm für Erwachsene, später dann die Traumpferdchen-Inszenierungen als Spiel auf drei Ebenen (Schattentheater, Stabpuppen- und Menschentheater).
Buch-Illustrationen (Tableau d’amour, der kleine König, Nachtkerzen u. v. m.) sowie der Kindercomic Nessy und Wolf (über 800 Folgen für die Neue Westfälische Zeitung) fließen zeitgleich aus seiner Feder.
Zahlreiche Kunstaktionen und Reisen mit dem Maler Hannes Pohle führen zu immer neuen Impulsen für seine Kunst.
1986 entstand durch eigene Krankheit einen Kontakt zu dem Naturheilarzt Reginald Kress und dem Radiästheten Harald Walther. Die Untersuchung von Möglichkeiten, den ganzen Menschen in den künstlerischen Prozess einzubeziehen, bildet fortan ein wichtiges Ziel seiner Arbeit.
1994 lernte er den walisischen Künstler William Brown kennen, der die Begeisterung für den Holzschnitt und die späteren Stelen und Holzinstallationen bei ihm weckte.
1995 nahm er auf Einladung der Universität Windhoek an einem internationalen Workshop in Namibia teil.
Im selben Jahr war eine Ausstellung in den USA und der Besuch einer Künstlerfreundin in Oregon Auslöser seines Interesses für archaische afrikanische und indianische Symbole, das sich insbesondere in den Holzschnitten dieser Jahre wiederfindet.
Durch die Zusammenarbeit mit dem Sax-Duo Leptophonics kommt er seinem Bestreben nach mehr Erlebnisintensität in der Kunst ein Stück näher. Die Sight-Hearing-Tour und der Stadtrundklang waren die ersten Stationen eines radiästhetischen Gesamtkunstwerkes.
Zusammenfassung in zeitlicher Abfolge seit 1979:
- Tanz und Theaterbilder
- Lyrik- und Kinderbuchillustrationen
- Kindercomic Nessy und Wolf
- Bühnenbilder und Figurenbau für die Bielefelder Puppenspiele
- Schattentheaterinszenierungen mit Dagmar Selje
- Ping-Pong / zwei Maler – ein Bild / mit Hannes Pohle, Darmstadt
- Der Mensch und seine Symbole, Holzschnitte
- Hommage à Friedrich Wilhelm Murnau / Faust
- Arbeiten mit in über Holz, Malerei, Holzobjekte,
- Der Mensch als Spürwesen – radiästhetische Installationen
- Stadtrundklang und Sight-Hearing-Tour mit den Leptophonics (Sax-Duo)

## Ausstellungen
- Artport, Viitasaari / Finnland (B)
- German Echo 1996, Mailand (B)
- Bild und Tanz / in Zusammenarbeit mit dem Staatstheater Kassel (E)
- Boulder Lodge Concepts Gallery, Brisbane (Australien) (B)
- Galerie Hellhof, Kronberg (B)
- Galerie im Studio, WDR Bielefeld (E)(B)
- Kulturfabrik Neukirchen/Chemnitz  (B)
- Kunsthalle Bielefeld (B)
- National Gallery of Namibia, Tulipamwne 1995 (B)
- NafplionArtGallery, Griechenland (B)
- University of Oregon, Portland, USA (B)
- Museum für Volkskunst, Nowgorod, RUS (E)
- Collection: Center for Graphic Art, Portland Art Museum, USA